# Калінінський (Брагінський район)
Калінінське — (біл. пасёлак Калінінскі), селище в складі Брагінського району розташоване в Гомельській області Білорусі. Селище підпорядковане Чемериській сільській раді, а його громада становить 9 осіб (станом на 2004 рік).
Поселення Калінінське розташоване на південному сході Білорусі, у південній частині Гомельської області, за 13 кілометрів на схід від районного центру — смт Брагін.